# Hippodrome de Nakayama
L'hippodrome de Nakayama (en japonais : 中山競馬場) se trouve dans la ville de Funabashi, Chiba au Japon.
Construit en 1907, il peut recevoir 165.676 spectateurs, dont 15.944 assis.
Il accueille de nombreuses courses hippiques, en particulier l'Arima Kinen, la plus populaire des courses japonaises, ou le Nakayama Grand Jump, l'épreuve de steeple-chase la mieux dotée au monde.